# Joan Carles Anglès
Joan Carles Annglès (n. ? — d. 1822) a fost un pictor și teoretician catalan. Elevii săi au fost romantici precum Ramon López i Soler și Bonaventura Carles Aribau, printre alții.

## Opere
- Discurso sobre la enseñanza del Dibujo 1809
- El miracle de Sant Josep Oriol

## Sursa
ISBN B-42775-1968 (II), 1970, pagina 169